# Пасашки
Пасашки (біл. вёска Пасашкі) — село в складі Мядельського району Мінської області, Білорусь. Село підпорядковане Нарачанській сільській раді, розташоване в північній частині області.